# Skisprung-Weltcup 1995/96
Der Skisprung-Weltcup 1995/96 (offizieller Name: FIS Weltcup Skispringen 1995/96) war eine vom Weltskiverband FIS zwischen dem  2. Dezember 1995 und dem 17. März 1996 an 21 verschiedenen Orten in Europa, Asien und Nordamerika ausgetragene Wettkampfserie im Skispringen. Ursprünglich war die Durchführung von 28 Einzelwettbewerben und vier Teamwettbewerben geplant. Zwei Einzelwettbewerbe mussten ersatzlos abgesagt werden. Daneben wurden die beiden Wettbewerbstage der in Oberstdorf ausgetragenen Skiflug-Weltmeisterschaft wie zwei zusätzliche Weltcups behandelt, sodass 28 Einzelwettbewerbe in die Wertung eingingen. Den Sieg in der Gesamtwertung errang in dieser Saison der österreichische Titelverteidiger Andreas Goldberger, auf dem zweiten und dritten Platz folgten die beiden Finnen Ari-Pekka Nikkola und Janne Ahonen. Die in dieser Saison erstmals durchgeführte Skisprung-Disziplinwertung gewann Ari-Pekka Nikkola vor Andreas Goldberger und dem Japaner Masahiko Harada. Den Sieg in der Skiflug-Wertung konnte sich Andreas Goldberger, der auch Titelverteidiger in dieser Wertung war, vor Janne Ahonen und dem Deutschen Christof Duffner sichern. Die Nationenwertung gewann das bereits im Vorjahr siegreiche Team aus Finnland vor Japan und Österreich.

## Saison-Verlauf
Beim Springen am 8. Dezember 1995 in der Villacher Alpenarena stellte der Japaner Masahiko Harada mit 99,0 Metern einen neuen Schanzenrekord auf. Am 16. Dezember 1995 verbesserte der Tscheche Jaroslav Sakala den Schanzenrekord auf der Le-Mont-Schanze in Chamonix auf 105,5 m. In Oberhof fand zum ersten und auch einzigen Mal seit der Debütsaison 1979/80 ein Weltcup-Springen zwischen Weihnachten und der Vierschanzentournee statt. Im schweizerischen Engelberg stellten am 14. Januar 1996 mit Christof Duffner, Andreas Goldberger und Reinhard Schwarzenberger gleich drei Springer mit je 127,5 Metern einen neuen Rekord auf. Der Rekord auf der Wielka Krokiew in Zakopane wurde durch den Slowenen Primož Peterka am 27. Januar 1996 auf 130,0 Meter verbessert. In Lahti stellte erneut Harada zunächst am 1. März 1996 mit 95,5 Metern auf der Normalschanze und zwei Tage später auf der Großschanze mit 127,0 Metern neue Schanzenrekorde auf. Auch beim Skifliegen in Harrachov wurde mit 204,0 m durch Goldberger ein neuer Rekord aufgestellt. Eine Woche vor Saisonende, am 13. März 1996, verbesserte schließlich noch Peterka den Rekord auf der Lugnet-Normalschanze in Falun auf 105,0 Meter.

## Ergebnisse und Wertungen

### Weltcup-Übersicht
| Datum                                                                         | Austragungsort             | Schanze                        | Bemerkung              | Sieger                                                                                  | Zweiter                                                               | Dritter                                                                                  |
| ----------------------------------------------------------------------------- | -------------------------- | ------------------------------ | ---------------------- | --------------------------------------------------------------------------------------- | --------------------------------------------------------------------- | ---------------------------------------------------------------------------------------- |
| 2.12.1995                                                                     | Lillehammer                | Lysgårdsbakken K90             |                        | Mika Laitinen                                                                           | Ari-Pekka Nikkola                                                     | Masahiko Harada                                                                          |
| 3.12.1995                                                                     | Lillehammer                | Lysgårdsbakken K120            |                        | Janne Ahonen                                                                            | Jin’ya Nishikata                                                      | Ari-Pekka Nikkola                                                                        |
| 8.12.1995                                                                     | Villach                    | Villacher Alpenarena K90       |                        | Masahiko Harada                                                                         | Mika Laitinen                                                         | Ari-Pekka Nikkola                                                                        |
| 9.12.1995                                                                     | Planica                    | Bloudkova Velikanka K120       | Team                   | FinnlandJani Soininen Mika Laitinen Ari-Pekka Nikkola Janne Ahonen                      | JapanJin’ya Nishikata Kenji Suda Hiroya Saitō Masahiko Harada         | NorwegenEspen Bredesen Eirik Halvorsen Roar Ljøkelsøy Lasse Ottesen                      |
| 10.12.1995                                                                    | Planica                    | Bloudkova Velikanka K120       |                        | Mika Laitinen                                                                           | Roar Ljøkelsøy                                                        | Janne Ahonen                                                                             |
| 12.12.1995                                                                    | Val di Fiemme / Predazzo   | Trampolino dal Ben K90         |                        | Mika Laitinen                                                                           | Ari-Pekka Nikkola                                                     | Andreas Goldberger                                                                       |
| 16.12.1995                                                                    | Chamonix                   | Tremplin du Mont K95           |                        | Ari-Pekka Nikkola                                                                       | Janne Ahonen                                                          | Ralph Gebstedt                                                                           |
| 17.12.1995                                                                    | Chamonix                   | Tremplin du Mont K95           |                        | Hiroya Saitō                                                                            | Ari-Pekka Nikkola                                                     | Masahiko Harada                                                                          |
| 28.12.1995                                                                    | Oberhof                    | Hans-Renner-Schanze K120       |                        | Mika Laitinen                                                                           | Ari-Pekka Nikkola                                                     | Jens Weißflog                                                                            |
| 44. Vierschanzentournee:                                                      |                            |                                |                        |                                                                                         |                                                                       |                                                                                          |
| 30.12.1995                                                                    | Oberstdorf                 | Schattenbergschanze K115       |                        | Mika Laitinen                                                                           | Jens Weißflog                                                         | Masahiko Harada                                                                          |
| 1.1.1996                                                                      | Garmisch-Part.             | Große Olympiaschanze K107      |                        | Reinhard Schwarzenberger                                                                | Espen Bredesen                                                        | Jens Weißflog                                                                            |
| 4.1.1996                                                                      | Innsbruck                  | Bergiselschanze K110           |                        | Andreas Goldberger                                                                      | Jens Weißflog                                                         | Hiroya Saitō                                                                             |
| 6.1.1996                                                                      | Bischofshofen              | Paul-Außerleitner-Schanze K120 |                        | Jens Weißflog                                                                           | Espen Bredesen                                                        | Ari-Pekka Nikkola                                                                        |
| Tournee-Gesamtwertung:                                                        | Tournee-Gesamtwertung:     | Tournee-Gesamtwertung:         | Tournee-Gesamtwertung: | Jens Weißflog                                                                           | Ari-Pekka Nikkola                                                     | Reinhard Schwarzenberger                                                                 |
| 13.1.1996                                                                     | Engelberg                  | Gross-Titlis-Schanze K120      |                        | Jani Soininen                                                                           | Jin’ya Nishikata                                                      | Andreas Goldberger                                                                       |
| 14.1.1996                                                                     | Engelberg                  | Gross-Titlis-Schanze K120      |                        | Andreas Goldberger                                                                      | Reinhard Schwarzenberger                                              | Espen Bredesen                                                                           |
| 20.1.1996                                                                     | Sapporo                    | Miyanomori-Schanze K90         |                        | Jens Weißflog                                                                           | Eirik Halvorsen                                                       | Reinhard Schwarzenberger                                                                 |
| 21.1.1996                                                                     | Sapporo                    | Ōkurayama-Schanze K120         |                        | Ari-Pekka Nikkola Andreas Goldberger                                                    |                                                                       | Hiroya Saitō                                                                             |
| 27.1.1996                                                                     | Zakopane                   | Wielka Krokiew K116            |                        | Primož Peterka                                                                          | Andreas Goldberger                                                    | Reinhard Schwarzenberger                                                                 |
| 28.1.1996                                                                     | Zakopane                   | Wielka Krokiew K116            |                        | Andreas Goldberger                                                                      | Primož Peterka                                                        | Ari-Pekka Nikkola                                                                        |
| 9. bis 11. Februar 1996 Skiflug-Weltmeisterschaft in Tauplitz/Bad Mitterndorf |                            |                                |                        |                                                                                         |                                                                       |                                                                                          |
| 10.2.1996                                                                     | Tauplitz / Bad Mitterndorf | Kulm K180                      | Skiflug-WM *           | Janne Ahonen                                                                            | Andreas Goldberger                                                    | Ari-Pekka Nikkola                                                                        |
| 11.2.1996                                                                     | Tauplitz / Bad Mitterndorf | Kulm K180                      | Skiflug-WM *           | Andreas Goldberger                                                                      | Christof Duffner                                                      | Janne Ahonen                                                                             |
| 17.2.1996                                                                     | Iron Mountain              | Pine Mountain Jump K120        |                        | Jens Weißflog                                                                           | Andreas Widhölzl                                                      | Ari-Pekka Nikkola                                                                        |
| 18.2.1996                                                                     | Iron Mountain              | Pine Mountain Jump K120        |                        | Masahiko Harada                                                                         | Adam Małysz                                                           | Kimmo Savolainen                                                                         |
| 23.2.1996                                                                     | Trondheim                  | Granåsen K120                  | Team                   | FinnlandAri-Pekka Nikkola Jani Soininen Janne Ahonen Mika Laitinen                      | JapanTakanobu Okabe Jun Shibuya Masahiko Harada Hiroya Saitō          | DeutschlandGerd Siegmund Christof Duffner Dieter Thoma Jens Weißflog                     |
| 25.2.1996                                                                     | Trondheim                  | Granåsen K120                  |                        | Wettkampf abgesagt                                                                      | Wettkampf abgesagt                                                    | Wettkampf abgesagt                                                                       |
| 28.2.1996                                                                     | Kuopio                     | Puijo-Schanze K90              | Nacht                  | Kimmo Savolainen                                                                        | Jaroslav Sakala                                                       | Janne Väätäinen                                                                          |
| 1.3.1996                                                                      | Lahti                      | Salpausselkä-Schanze K90       | Nacht                  | Masahiko Harada                                                                         | Mika Laitinen                                                         | Adam Małysz Primož Peterka                                                               |
| 2.3.1996                                                                      | Lahti                      | Salpausselkä-Schanze K114      | Team Nacht             | JapanTakanobu Okabe Jin’ya Nishikata Masahiko Harada Hiroya Saitō                       | DeutschlandRalph Gebstedt Christof Duffner Dieter Thoma Jens Weißflog | ÖsterreichMartin Höllwarth Reinhard Schwarzenberger Stefan Horngacher Andreas Goldberger |
| 3.3.1996                                                                      | Lahti                      | Salpausselkä-Schanze K114      |                        | Masahiko Harada                                                                         | Primož Peterka                                                        | Jani Soininen                                                                            |
| 9.3.1996                                                                      | Harrachov                  | Čerťák-Flugschanze K180        | Skifliegen             | Andreas Goldberger                                                                      | Christof Duffner                                                      | Jaroslav Sakala                                                                          |
| 10.3.1996                                                                     | Harrachov                  | Čerťák-Flugschanze K180        | Skifliegen             | Wettkampf abgesagt                                                                      | Wettkampf abgesagt                                                    | Wettkampf abgesagt                                                                       |
| 13.03.1996                                                                    | Falun                      | Lugnet-Schanzen K90            | Nacht                  | Primož Peterka                                                                          | Adam Małysz                                                           | Jens Weißflog                                                                            |
| 15.3.1996                                                                     | Oslo                       | Holmenkollbakken K110          | Team                   | ÖsterreichMartin Höllwarth Reinhard Schwarzenberger Andreas Widhölzl Andreas Goldberger | NorwegenPål Hansen Sturle Holseter Espen Bredesen Roar Ljøkelsøy      | DeutschlandGerd Siegmund Michael Uhrmann Christof Duffner Jens Weißflog                  |
| 16.3.1996                                                                     | Oslo                       | Holmenkollbakken K110          |                        | Adam Małysz                                                                             | Janne Ahonen                                                          | Masahiko Harada                                                                          |

*=Die beiden Tage der Skiflug-Weltmeisterschaft wurden in dieser Saison als Einzelweltcups gewertet.

### Wertungen
| Rang | Name                     | Punkte |
| ---- | ------------------------ | ------ |
| 1    | Andreas Goldberger       | 1416   |
| 2    | Ari-Pekka Nikkola        | 1384   |
| 3    | Janne Ahonen             | 1054   |
| 4    | Jens Weißflog            | 1028   |
| 5    | Masahiko Harada          | 982    |
| 6    | Mika Laitinen            | 914    |
| 7    | Adam Małysz              | 751    |
| 8    | Hiroya Saitō             | 747    |
| 9    | Reinhard Schwarzenberger | 724    |
| 10   | Primož Peterka           | 670    |
| 11   | Jani Soininen            | 630    |
| 12   | Jin’ya Nishikata         | 623    |
| 13   | Espen Bredesen           | 592    |
| 14   | Christof Duffner         | 505    |
| 15   | Roar Ljøkelsøy           | 501    |
| 16   | Eirik Halvorsen          | 417    |
| 17   | Marco Steinauer          | 415    |
| 18   | Jaroslav Sakala          | 367    |
| 19   | Ralph Gebstedt           | 342    |
| 20   | Andreas Widhölzl         | 322    |
| 21   | Kimmo Savolainen         | 308    |
| 22   | Nicolas Jean-Prost       | 296    |
| 23   | Sylvain Freiholz         | 292    |
| 24   | Kenji Suda               | 253    |
| 25   | Dieter Thoma             | 249    |
| 26   | Martin Höllwarth         | 244    |
| 27   | Lasse Ottesen            | 233    |
| 28   | František Jež            | 226    |
| 29   | Naoki Yasuzaki           | 214    |
| 30   | Urban Franc              | 207    |
| 31   | Sturle Holseter          | 199    |
| 32   | Andreas Küttel           | 181    |
| 33   | Kazuyoshi Funaki         | 151    |

| Rang | Name               | Punkte |
| ---- | ------------------ | ------ |
| 34   | Gerd Siegmund      | 150    |
| 35   | Stefan Horngacher  | 134    |
| 36   | Noriaki Kasai      | 132    |
| 37   | Bruno Reuteler     | 123    |
| 38   | Kent Johanssen     | 122    |
| 39   | Takanobu Okabe     | 115    |
| 40   | Janne Väätäinen    | 113    |
| 41   | Robert Meglič      | 108    |
| 42   | Didier Mollard     | 105    |
| 43   | Yukitaka Fukita    | 100    |
| 44   | Jakub Sucháček     | 98     |
| 45   | Roberto Cecon      | 90     |
| 46   | Nicolas Dessum     | 77     |
|      | Samo Gostiša       | 77     |
| 48   | Wojciech Skupień   | 75     |
| 49   | Naoto Itō          | 74     |
| 50   | Matthias Wallner   | 73     |
|      | Michael Uhrmann    | 73     |
| 52   | Randy Weber        | 66     |
| 53   | Arve Vorvik        | 58     |
|      | Øyvind Berg        | 58     |
| 55   | Marián Bielčik     | 56     |
| 56   | Jun Shibuya        | 53     |
| 57   | Tommy Ingebrigtsen | 50     |
| 58   | Martin Trunz       | 49     |
| 59   | Matjaž Kladnik     | 46     |
| 60   | Tero Koponen       | 34     |
| 61   | Rico Meinel        | 32     |
|      | Kazuhiro Higashi   | 32     |
| 63   | Stein Henrik Tuff  | 28     |
| 64   | Hansjörg Jäkle     | 27     |
| 65   | Jure Radelj        | 24     |
| 66   | Akira Higashi      | 22     |

| Rang | Name              | Punkte |
| ---- | ----------------- | ------ |
| 67   | Frank Reichel     | 20     |
|      | Jani Klinga       | 20     |
| 69   | Jakub Jiroutek    | 19     |
|      | Yoshikazu Norota  | 19     |
|      | Peter Žonta       | 19     |
| 72   | Jaroslav Kahánek  | 17     |
| 73   | Noritaka Kasama   | 16     |
|      | Jiří Parma        | 16     |
| 75   | Jussi Hautamäki   | 13     |
|      | Alexander Herr    | 13     |
|      | Michal Doležal    | 13     |
| 78   | Masayuki Satō     | 12     |
| 79   | Yannick Revuz     | 11     |
|      | Katsutoshi Chiba  | 11     |
| 81   | Karl-Heinz Dorner | 10     |
| 82   | Ingemar Mayr      | 9      |
| 83   | Simen Berntsen    | 8      |
| 84   | Kristian Brenden  | 7      |
|      | Michael Kury      | 7      |
|      | Magnus Øverby     | 7      |
| 87   | Marek Gwóźdź      | 6      |
|      | Hitoshi Sakurai   | 6      |
| 89   | Gerhard Schallert | 5      |
|      | Pål Hansen        | 5      |
| 91   | Johan Rasmussen   | 4      |
| 92   | Robert Schlup     | 3      |
| 93   | Martin Skoták     | 2      |
|      | Toni Nieminen     | 2      |
| 95   | Fredrik Johansson | 1      |
|      | Frode Håre        | 1      |
|      | Wolodymyr Hlywka  | 1      |

| Rang | Name                     | Punkte |
| ---- | ------------------------ | ------ |
| 1.   | Ari-Pekka Nikkola        | 1288   |
| 2.   | Andreas Goldberger       | 1136   |
| 3.   | Masahiko Harada          | 982    |
| 4.   | Jens Weißflog            | 938    |
| 5.   | Janne Ahonen             | 868    |
| 6.   | Mika Laitinen            | 864    |
| 7.   | Hiroya Saitō             | 723    |
| 8.   | Adam Małysz              | 706    |
| 9.   | Primož Peterka           | 670    |
| 10.  | Reinhard Schwarzenberger | 649    |
| 11.  | Jani Soininen            | 560    |
| 12.  | Jin’ya Nishikata         | 554    |
| 13.  | Espen Bredesen           | 520    |
| 14.  | Marco Steinauer          | 415    |
| 15.  | Roar Ljøkelsøy           | 408    |

| Rang | Name                     | Punkte |
| ---- | ------------------------ | ------ |
| 1.   | Andreas Goldberger       | 280    |
| 2.   | Janne Ahonen             | 186    |
| 3.   | Christof Duffner         | 176    |
| 4.   | Urban Franc              | 132    |
| 5.   | Ari-Pekka Nikkola        | 96     |
|      | Jaroslav Sakala          | 96     |
| 7.   | Roar Ljøkelsøy           | 93     |
| 8.   | Jens Weißflog            | 90     |
| 9.   | Reinhard Schwarzenberger | 75     |
| 10.  | Espen Bredesen           | 72     |
| 11.  | Jani Soininen            | 70     |
| 12.  | Jin’ya Nishikata         | 69     |
| 13.  | Jakub Sucháček           | 65     |
| 14.  | Eirik Halvorsen          | 63     |
| 15.  | Mika Laitinen            | 50     |

| Rang | Name               | Punkte |
| ---- | ------------------ | ------ |
| 1    | Finnland           | 5079   |
| 2    | Japan              | 4162   |
| 3    | Österreich         | 3464   |
| 4    | Deutschland        | 2919   |
| 5    | Norwegen           | 2746   |
| 6    | Slowenien          | 1311   |
| 7    | Schweiz            | 1060   |
| 8    | Tschechien         | 851    |
| 9    | Polen              | 832    |
| 10   | Frankreich         | 579    |
| 11   | Italien            | 90     |
| 12   | Vereinigte Staaten | 66     |
| 13   | Slowakei           | 56     |
| 14   | Schweden           | 5      |
| 15   | Ukraine            | 1      |